# 아마노촌 (오사카부)
아마노촌(일본어: 天野村)은 일본 오사카부 미나미카와치군에 설치되었던 촌이다. 현재의 가와치나가노시에 해당한다.